# Un espion ordinaire
 (novembre 2021).
Si vous disposez d'ouvrages ou d'articles de référence ou si vous connaissez des sites web de qualité traitant du thème abordé ici, merci de compléter l'article en donnant les références utiles à sa vérifiabilité et en les liant à la section « Notes et références ».
Pour plus de détails, voir Fiche technique et Distribution.
Un espion ordinaire (The Courier, littéralement « le coursier ») est un film d'espionnage américano-britannique coproduit et réalisé par Dominic Cooke, sorti en 2020. Il raconte la rencontre entre l'homme d'affaires britannique Greville Wynne et l'agent secret soviétique Oleg Penkovsky au moment de la crise des missiles de Cuba, au début des années 1960.

## Synopsis
Au début des années 1960, l'homme d'affaires britannique Greville Wynne (Benedict Cumberbatch), du fait de ses voyages réguliers dans le bloc de l'Est, est recruté par le MI6, en lien avec la CIA. Il lui est demandé de se rendre en URSS pour prendre contact avec Oleg Penkovsky (Merab Ninidze), un colonel du service de renseignement militaire de l'armée soviétique (GRU). Ce dernier craint en effet que l'impulsivité de Nikita Khrouchtchev ne le pousse à déclencher un conflit nucléaire avec le bloc de l'Ouest.

## Fiche technique
Sauf indication contraire, les informations mentionnées dans cette section peuvent être confirmées par la base de données cinématographiques IMDb,  présente dans la section « Liens externes ».
- Titre original : The Courier
- Titre français : Un espion ordinaire
- Titre québécois : Le messager anglais
- Réalisation : Dominic Cooke
- Scénario : Tom O'Connor
- Musique : Abel Korzeniowski
- Direction artistique : Jan Kalous, Daniel Kearns et Kevin Woodhouse
- Décors : Suzie Davies
- Costumes : Keith Madden
- Photographie : Sean Bobbitt
- Montage : Tariq Anwar et Gareth C. Scales
- Production : Adam Ackland, Rory Aitken, Ben Browning et Ben Pugh
  - Coproduction : Donald Sabourin
  - Production déléguée : Glen Basner, Leah Clarke, Alison Cohen, Dominic Cooke, Benedict Cumberbatch, Ashley Fox, Tom O'Connor, Milan Popelka et Josh Varney

- Sociétés de production : 42, FilmNation Entertainment et SunnyMarch
- Sociétés de distribution : Lionsgate (Royaume-Uni), Roadside Attractions (États-Unis) ; SND (France)
- Pays d'origine :  Royaume-Uni /  États-Unis
- Langue originale : anglais
- Genre : espionnage ; drame
- Durée : 111 minutes
- Dates de sortie :
  - États-Unis : 24 janvier 2020 (avant première mondiale au festival du film de Sundance) ; 19 mars 2021 (sortie nationale)
  - Royaume-Uni : 17 mai 2021
  - France : 23 juin 2021

## Distribution
- Benedict Cumberbatch (VF : Samuel Labarthe ; VQ : Frédéric Paquet) : Greville Wynne
- Merab Ninidze (VF : Jérémie Covillault ; VQ : Louis-Philippe Dandenault) : Oleg Penkovsky
- Rachel Brosnahan (VF : Sandra Valentin ; VQ : Ariane-Li Simard-Côté) : Emily Donovan
- Jessie Buckley (VF : Laëtitia Coryn ; VQ : Julie Beauchemin) : Sheila Wynne, femme de Greville
- Angus Wright (VF : Jérôme Keen ; VQ : Pierre Auger) : Dickie Franks
- Kirill Pirogov (VF : Sacha Petronijevic) : Gribanov, officier du KGB
- Keir Hills : Andrew Wynne
- Maria Mironova : Vera
- Emma Penzina : Nina
- Željko Ivanek : John McCone, directeur de la CIA
- Vladimir Chuprikov : Nikita Khrouchtchev
- Alice Orr-Ewing : Tamara